# Lasowice Małe Oleskie
Lasowice Małe Oleskie – przystanek osobowy w miejscowości Lasowice Małe, w województwie opolskim, w powiecie kluczborskim, w gminie Lasowice Wielkie, w Polsce.

## Historia
Stacja Kolei Prawego Brzegu Odry. Jej otwarcie stanowiło jeden z istotnych czynników rozwoju wsi.
W 2003 ówczesne PKP Przewozy Regionalne oraz marszałek województwa opolskiego, poprzez koordynatorów działających w ramach stowarzyszenia Zielone Mazowsze, dokonali poważnego ograniczenia pasażerskiego ruchu kolejowego, a w 2004 jego likwidacji. Odtąd przystanek jest nieczynny.